# Matías Zaldarriaga
Matías Zaldarriaga (Coghlan, 20 de febrero de 1971) es un físico y astrónomo argentino. Conocido por sus contribuciones en los campos de la cosmología, además de haber co programado el software CMBFAST. Es profesor en el Institute for Advanced Study de Princeton, New Jersey.

## Biografía
Estudió en la escuela secundaria Belgrano Day School, con la cual realizó una visita al acelerador de partículas argentino TANDAR, de la Comisión Nacional de Energía Atómica, donde trabajaba uno de sus profesores. Ahí empezó a sentir motivación por la física.
Estudió la carrera de Licenciado en Ciencias Físicas en la Facultad de Ciencias Exactas y Naturales de la Universidad de Buenos Aires, donde se graduó en 1994. Luego hizo su PhD en Física en el Instituto de Tecnología de Massachusetts (MIT), donde se graduó en 1998.
Durante su doctorado, junto con Uros Seljak diseñaron el código de CMBFAST, un software para cómputos sobre el fondo cósmico de microondas.
Luego, realizó un posdoctorado en el Instituto de Estudios Avanzados de Princeton y se desempeñó como profesor en la Universidad de Nueva York.

## Premios y reconocimientos
- 1996 - Premio Barrett Prize (MIT) por la originalidad en la investigación en astrofísica.[7]
- 1998 - Recibió la Hubble Fellowship.[7]
- 2001 - Recibió la Packard Fellowship.[5][6]
- 2003 - Premio Helen B. Warner Prize en astronomía otorgado por la Sociedad Astronómica Estadounidense.[5]
- 2004 - Recibió la Sloan Fellowship.[5]
- 2005 - Medalla Gribov otorgada por la Sociedad Europea de Física.[5]
- 2006 - Recibió la MacArthur Fellowship.[5][6][2]
- 2019 - Designación como miembro de la Academia Nacional de Ciencias de los Estados Unidos.[3]
- 2021 - Reconocimiento como "Personalidad destacada de la Universidad de Buenos Aires",[12] durante los festejos por el Bicentenario de dicha universidad,[13] recibiendo también una medalla personalizada, una moneda acuñada por la Casa de la Moneda y un sello postal del Correo Argentino (especialmente elaborados para la ocasión).[14]